# Apodicrania molinai
Apodicrania molinai är en tvåvingeart som beskrevs av Borgmeier 1941. Apodicrania molinai ingår i släktet Apodicrania och familjen puckelflugor. Inga underarter finns listade i Catalogue of Life.